# Морисон, Мэттью
Мэттью Морисон (англ. Matthew Morison; род. 9 апреля 1987 года, Ошава, Онтарио, Канада) — канадский сноубордист, участник олимпийских игр 2010 года. Бронзовый призёр чемпионата мира 2009 года в параллельном гигантском слаломе.

## Биография
Мэттью Морисон начал заниматься сноубордом с шести лет. После окончания школы решил сделать сноуборд своей карьерой, для чего обратился к Дрендону Хуну, бывшему участнику кубка мира, который согласился его консультировать. У Морисона есть лицензия пилота вертолёта.

## Спортивная карьера
В 2007 году Мэттью Морисон принимал участие в чемпионате мира среди юниоров, где стал первым на дистанции параллельного слалома и вторым в параллельном гигантском слаломе. Сезон 2006—2007 годов стал также первым полным сезоном на этапах кубка мира, первый подиум покорился Морисону уже в январе 2007 года, а в следующем месяце Морисон сумел отпразновать и победу на этапе. Сезон 2009—2010 года начал с победы на трассе параллельного гигантского слалома, но уже в декабре в результате падения сломал левую руку, пропустив после этого этапы до 4 февраля. Почти каждый сезон Морисону удавалось войти в призы на этапах кубка мира. Исключением стал сезон 2011—2012 годов, но уже в следующем сезоне, в марте 2013 года, он стал вторым на этапе в Арозе (Швейцария).
Четыре раза принимал участие в чемпионатах мира по сноуборду. В 2007 году он стал 12-м в параллельном гигантском слаломе и 10-м в параллельном слаломе. В 2009 году он выиграл бронзовую медаль в параллельном гигантском слаломе и стал 8-м в параллельном слаломе. В 2011 году был дисквалифицирован в первой дисциплине и стал 7-м во второй. В 2013 году был 19-м и 15-м соответственно. На олимпийских играх Мэттью Морисон дебютировал в 2010 году где стал 11-м в параллельном гигантском слаломе.